# 諾茨艾蘭 (北卡羅萊納州)
諾茨艾蘭（英語：Knotts Island）是位於美國北卡羅萊納州柯里塔克縣的非建制地區。

## 歷史
諾茨艾蘭的郵局自1818年營運至今。

## 地理
諾茨艾蘭所處的海拔為高於海平面1米（即3英呎），而該地所採用的時區為UTC-5，即北美东部时区（EST）。同時該地設有夏令時間，為UTC-5調快一小時，即UTC-4（EDT）。